# Дејвид Хеј
Дејвид Дерон Хеј (енгл. David Deron Haye; Лондон, 13. октобар 1980) је британски професионални боксер.
Бивши је шампион света у тешкој категорији. У каријери је остварио 27 победа (25 нокаутом) и 2 пораза од сународника Карла Томпсона и од Владимира Кличка из Украјине. Године 2011. је објавио да се повлачи из професионалног бокса, међутим вратио се у ринг следеће године победом над Давидом Чисором. Требало је да боксује против Мануела Чара 2013. али је одложио борбу због проблема са раменом. Потом је заказао борбу са сународником Тајсоном Фјуријем за 28. септембар 2013. али ју је одложио због због посекотине коју је задобио изнад левог ока на спаринговању. Меч је опет заказан за 4. фебруар наредне године, али је отказана. Овог пута Дејвид Хеј је саопштио да мора на операцију рамена. Потом је објавио планове за трајни одлазак у пензију, али је 24. новембра 2015. године саопштио да ће боксовати против Марка де Морија 16. јануара 2016. којег је нокаутирао у првој рунди. После импресивног повратка у ринг после три и по године, најавио је да ће његова наредна борба бити 21. маја у О2 Арени против непораженог Швајцарца Арнолда Ђерђаја. Меч је окончан у другој рунди, када је Дејвид Хеј нокаутирао Арнолда Ђерђаја. На прес конференцији након борбе, Дејвид Хеј је потврдио да ће његов наредни противник бити Американац Шенон Бригс, који је у више наврата прекидао Дејвид Хејове прес конференције, ударао му о врата теретане, вређао га на друштвеним мрежама и вербално нападао у емисијама у којима је Дејвид Хеј био гост, захтевајући на тај начин њихову међусобну борбу. Шенон Бригс гарантује нокаут у првој рунди. Преговори су пропали, јер је Американац хтео да се борба одржи по систему 'плати, па гледај'.